# Leslie (Michigan)
Leslie – miasto w Stanach Zjednoczonych, w stanie Michigan, w hrabstwie Ingham.